# Artur Lekbello (1958)
Artur Shkëlqim Lekbello (Tirana, 25 gennaio 1958) è un ex calciatore albanese, di ruolo portiere.

## Carriera

### Nazionale
Ha collezionato 2 presenze con la nazionale albanese, entrambe nel 1987.

## Statistiche

### Cronologia presenze e reti in Nazionale
| Cronologia completa delle presenze e delle reti in nazionale ― Albania | Cronologia completa delle presenze e delle reti in nazionale ― Albania | Cronologia completa delle presenze e delle reti in nazionale ― Albania | Cronologia completa delle presenze e delle reti in nazionale ― Albania | Cronologia completa delle presenze e delle reti in nazionale ― Albania | Cronologia completa delle presenze e delle reti in nazionale ― Albania | Cronologia completa delle presenze e delle reti in nazionale ― Albania | Cronologia completa delle presenze e delle reti in nazionale ― Albania |
| Data                                                                   | Città                                                                  | In casa                                                                | Risultato                                                              | Ospiti                                                                 | Competizione                                                           | Reti                                                                   | Note                                                                   |
| ---------------------------------------------------------------------- | ---------------------------------------------------------------------- | ---------------------------------------------------------------------- | ---------------------------------------------------------------------- | ---------------------------------------------------------------------- | ---------------------------------------------------------------------- | ---------------------------------------------------------------------- | ---------------------------------------------------------------------- |
| 28-10-1987                                                             | Valona                                                                 | Albania                                                                | 0 – 1                                                                  | Romania                                                                | Qual. Euro 1988                                                        | -1                                                                     | 65’                                                                    |
| 18-11-1987                                                             | Siviglia                                                               | Spagna                                                                 | 5 – 0                                                                  | Albania                                                                | Qual. Euro 1988                                                        | -5                                                                     |                                                                        |
| Totale                                                                 |                                                                        | Presenze                                                               | 2                                                                      |                                                                        | Reti                                                                   | -6                                                                     |                                                                        |